# Ruda (Biała Piska)
Ruda (deutsch Ruhden) ist ein Dorf in der polnischen Woiwodschaft Ermland-Masuren, das zur Gmina Biała Piska (Stadt- und Landgemeinde Bialla, 1938 bis 1945 Gehlenburg) im Powiat Piski (Kreis Johannisburg) gehört.

## Geographische Lage
Ruda am Flüsschen Konopka liegt im Südosten der Woiwodschaft Ermland-Masuren, 14 Kilometer nordöstlich der Kreisstadt Pisz (deutsch Johannisburg).

## Geschichte
Das seinerzeitige Kischein wurde 1471 gegründet und als Mühle erwähnt. Um 1579 hieß der Ort Ruda, nach 1785 Rudden und nach 1818 Ruden. 
Der Ort gehörte zum Kreis Johannisburg im Regierungsbezirk Gumbinnen (ab 1905: Regierungsbezirk Allenstein) in der preußischen Provinz Ostpreußen. Von 1874 bis 1945 war er als namensgebender Hauptort in den Amtsbezirk Ruhden eingegliedert.
Im Jahr 1910 waren in Ruhden 303 Einwohner gemeldet. Ihre Zahl stieg bis 1933 auf 310 und verringerte sich bis 1939 auf 283.
Aufgrund der Bestimmungen des Versailler Vertrags stimmte die Bevölkerung im Abstimmungsgebiet Allenstein, zu dem Ruhden gehörte, am 11. Juli 1920 über die weitere staatliche Zugehörigkeit zu Ostpreußen (und damit zu Deutschland) oder den Anschluss an Polen ab. In Ruhden stimmten 220 Einwohner für den Verbleib bei Ostpreußen, auf Polen entfielen keine Stimmen.
In Kriegsfolge kam Ruden 1945 mit dem gesamten südlichen Ostpreußen zu Polen und erhielt die polnische Namensform „Ruda“. Heute ist das Dorf Sitz eines Schulzenamtes (polnisch Sołectwo) und somit eine Ortschaft im Verbund der Stadt- und Landgemeinde Biała Piska (Bialla, 1938 bis 1945 Gehlenburg) im Powiat Piski (Kreis Johannisburg), bis 1998 der Woiwodschaft Suwałki, seither der Woiwodschaft Ermland-Masuren zugehörig. Im Jahre 2011 zählte Ruda 91 Einwohner.

## Religionen
Bis 1945 war Ruhden in die evangelische Kirche Drygallen (1938 bis 1945: Drigelsdorf) in der Kirchenprovinz Ostpreußen der Kirche der Altpreußischen Union sowie in die römisch-katholische Kirche Johannisburg im Bistum Ermland eingepfarrt. 
Heute gehört Ruda katholischerseits zur Pfarrei Drygały im Bistum Ełk der Römisch-katholischen Kirche in Polen. Die evangelischen Einwohner halten sich zur Kirchengemeinde in Biała Piska, einer Filialgemeinde der Pfarrei Pisz in der Diözese Masuren der Evangelisch-Augsburgischen Kirche in Polen.

## Schule
Ruhden war seit 1737 ein Schulort.

## Verkehr
Ruda liegt am Ende einer Nebenstraße, die bei Kaliszki (Kallischken, 1938 bis 1945 Flockau) von der Landesstraße 58 in nordwestlicher Richtung abzweigt. 